# 安代ジャンクション
安代ジャンクション（あしろジャンクション）は、岩手県八幡平市小柳田にある、東北自動車道と八戸自動車道を接続するジャンクション。

## 概要

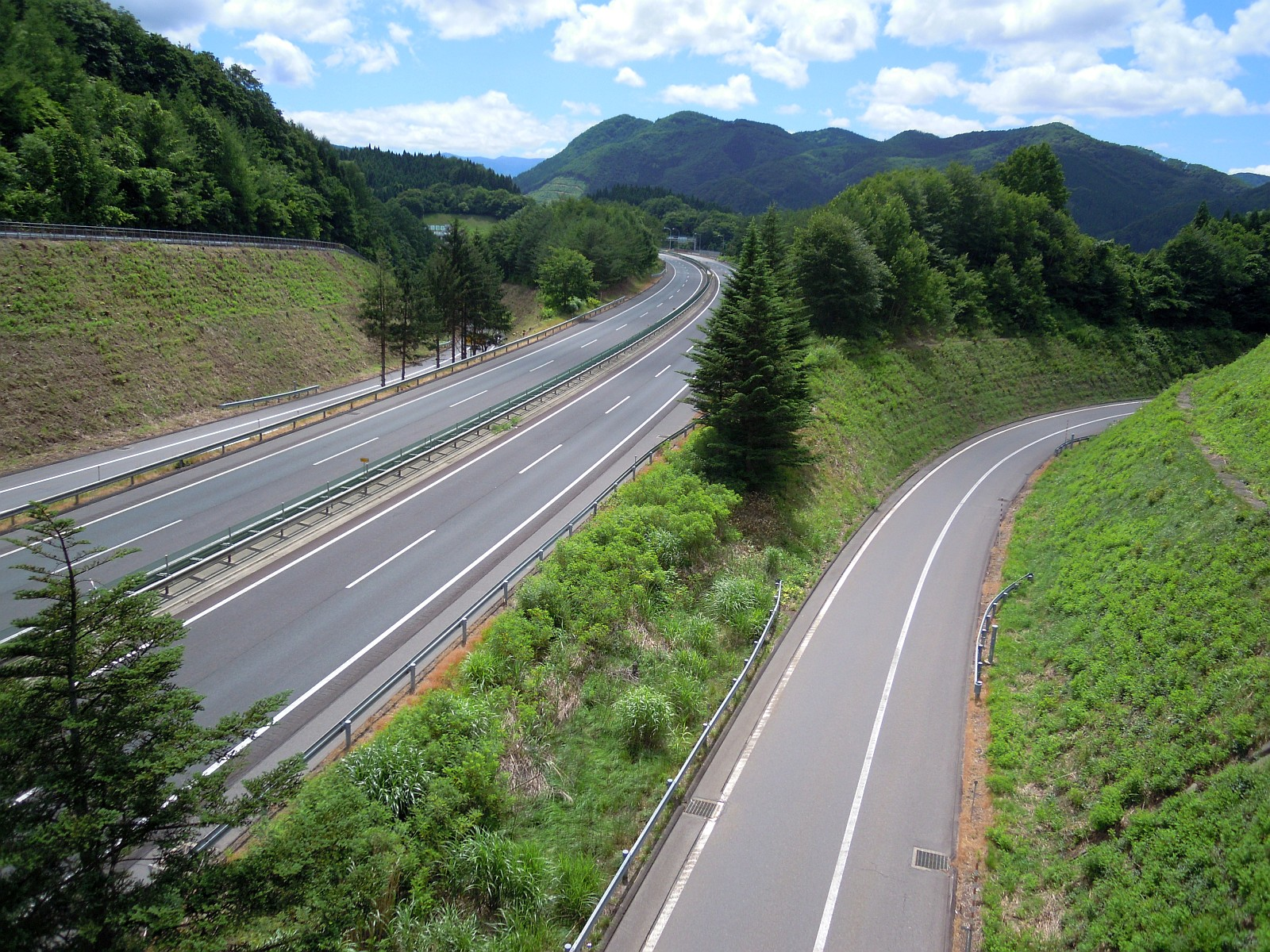
八戸道方面から。中央の片側2車線のランプウェイが八戸方面と盛岡方面を結ぶランプウェイ。

- 1982年（昭和57年）：東北自動車道西根IC - 安代JCT - 安代IC間が開通。
- 1989年（平成元年）：八戸自動車道と接続。

開通時期としては東北道の盛岡方面 - 弘前方面が先だが、八戸道と東北道盛岡方面が本線（片側2車線）となっており、そこから東北道弘前方面が分岐・合流する構造になっている。

弘前方面から八戸方面へのランプウェイはカーブが緩やかなので最高速度制限が60 km/hと他のランプウェイより緩く設定されている。逆に八戸方面から弘前方面へのランプウェイは、立体交差の中心部分を大きく迂回している。

## 道路
- E4 東北自動車道（46番）
- E4A 八戸自動車道

## 隣
E4 東北自動車道
(45) 松尾八幡平IC - 前森山PA - 畑PA - (46) 安代JCT  - (47) 安代IC
E4A 八戸自動車道
(46) 安代JCT - (1) 浄法寺IC